# 岡田上村
岡田上村（おかだかみむら）は、京都府加佐郡にあった村。現在の舞鶴市の南西端、綾部宮津道路・舞鶴大江インターチェンジの周辺にあたる。

## 地理
- 山岳：湯舟山、砥石岳
- 河川：由良川、桧川

## 歴史
- 1889年（明治22年）4月1日 - 町村制の施行により、桑飼上村・桑飼下村・地頭村・大俣村・滝ヶ宇呂村の区域をもって発足。
- 1955年（昭和30年）4月20日 - 岡田中村・岡田下村・八雲村・神崎村と合併して加佐町が発足。同日岡田上村廃止。

## 交通

### 道路
- 国道175号

現在は旧村域に綾部宮津道路の舞鶴大江インターチェンジが所在するが、当時は未開通。